# Синє Устя
Синє Устя (рос. Синее Устье) — присілок в Островському районі Псковської області Російської Федерації.
Населення становить 10 осіб. Входить до складу муніципального утворення Островська волость.

## Історія
Від 2015 року входить до складу муніципального утворення Островська волость.

## Населення
| 2001 | 2002 | 2010 | 2013 |
| ---- | ---- | ---- | ---- |
| 11   | ↗12  | ↘10  | →10  |